# Winona Rail Bridge
Die Winona Rail Bridge war eine eingleisige Eisenbahnbrücke über den Mississippi zwischen Winona in Minnesota und dem Buffalo County in Wisconsin. Die von George S. Morison entworfene Fachwerkbrücke wurde bis 1891 von der Winona Bridge Railway Company errichtet, eine von mehreren Eisenbahngesellschaften gegründete Betreibergesellschaft, hinter der als treibende Kraft maßgeblich die Chicago, Burlington and Quincy Railroad stand. Es war nach der 1872 von der Chicago and North Western Railway errichteten Brücke bereits die zweite Eisenbahnbrücke in Winona, und sie förderte um die Jahrhundertwende die Entwicklung Winonas zu einer der damals größten Städte Minnesotas. Haupteigner der Betreibergesellschaft wurde ab 1970 die Burlington Northern Railroad, die 1985 die veraltete Brücke aufgab und 1990 abreißen ließ.

## Geschichte

Die erste Eisenbahnbrücke der C&NW in Winona 1898 (errichtet 1872, mehrfach umgebaut und 1977 aufgegeben). Die Brücke der CBQ wurde 1891 circa einen Kilometer flussabwärts fertiggestellt.

Die erste Brücke über den Mississippi in Winona wurde 1972 von der Chicago and North Western Railway (C&NW) errichtet. Die Chicago, Burlington and Quincy Railroad (CBQ) baute entlang des Ostufers des Mississippi in Wisconsin bis 1886 ihre Verbindung zu den Twin Cities (Minneapolis und St. Paul) und wollte ihre Verbindungen auch westwärts von Winona nach Minnesota ausdehnen. Anfänglich erfolgte der Anschluss noch durch Eisenbahnfähren und temporäre Holzbrücken im Winter. Ab Januar 1887 fuhren die Personenzüge gegen hohe Gebühren über die Brücke der C&NW und ab 1888 wurden Planungen für eine eigene permanente Brücke aufgenommen. Zu Realisierung schloss sich die CBQ mit der Green Bay, Winona & St Paul (seit 1896 Green Bay and Western Railroad) aus Wisconsin sowie der Winona and Southwestern Railroad (W&S) aus Minnesota zusammen, die für den Bau und den Betrieb der neuen Brücke die Winona Bridge Railway Company gründeten.
Nach ersten Entwürfen des Chefingenieurs der W&S, D. M. Wheeler, und der Genehmigung durch das War Department wurde der Auftrag für den Bau an die Union Bridge Company aus New York vergeben, die wiederum George S. Morison als beratenden Ingenieur engagierte. Morison entwarf auf der Grundlage von Wheelers Vorarbeiten eine Fachwerkbrücke mit Drehbrücke, die circa einen Kilometer flussabwärts von der C&NW-Brücke errichtet werden sollte. Obwohl Morison bei seinen Brückenkonstruktionen den Übergang zum Stahl als Baumaterial vollzogen hatte, griff er aufgrund der moderaten Spannweiten und der hohen Stahlpreise teilweise auf Schmiedeeisen zurück, speziell bei Komponenten die nur auf Druck belastet wurden. Die Bauarbeiten begannen Anfang August 1890 unter der Leitung von Wheeler und konnten ein Jahr später abgeschlossen werden; der erste Zug passierte die Brücke im Juli 1891.
Winona entwickelte sich durch den Ausbau des Eisenbahnnetzes zu einer der größten Städte Minnesotas; die Einwohnerzahl verdoppelte sich von etwa 10.000 im Jahre 1880 auf fast 20.000 zur Jahrhundertwende. Über die Jahre verschwanden viele der kleineren Eisenbahngesellschaften oder gingen in anderen auf. Haupteigner der Winona Bridge Railway Company wurde ab 1970 die Burlington Northern Railroad, die 1985 die veraltete Brücke aufgab. Nach einem Brand der hölzernen Trestle-Brücken der Zufahrten 1989, riss man die Brücke im Folgejahr schließlich ab. Die flussaufwärts gelegene Brücke der C&NW wurde schon 1977 aufgegeben und ist heute nur noch in Teilen erhalten.

## Beschreibung

Hölzerne Trestle-Brücke der Zufahrt auf der Wisconsin-Seite 1985, Blick in Richtung Winona auf den ersten Fachwerkträger.

Die Brücke mit einer Gesamtlänge von 847 m bestand aus vier zentralen Fachwerkträgern und beidseitigen hölzernen Trestle-Brücken als Zufahrten. Die Fachwerkträger gliederten sich in eine 134 m lange Drehbrücke sowie einen 110 m und zwei 73 m lange ruhende Fachwerkträger, die von sechs aus Stein gemauerten Strompfeilern mit Betonkern getragen wurden. Die sich anschließenden Trestle-Brücken besaßen eine Länge von 91 m zum Westufer in Richtung Winona und 366 m zum Ostufer in Richtung Wisconsin.

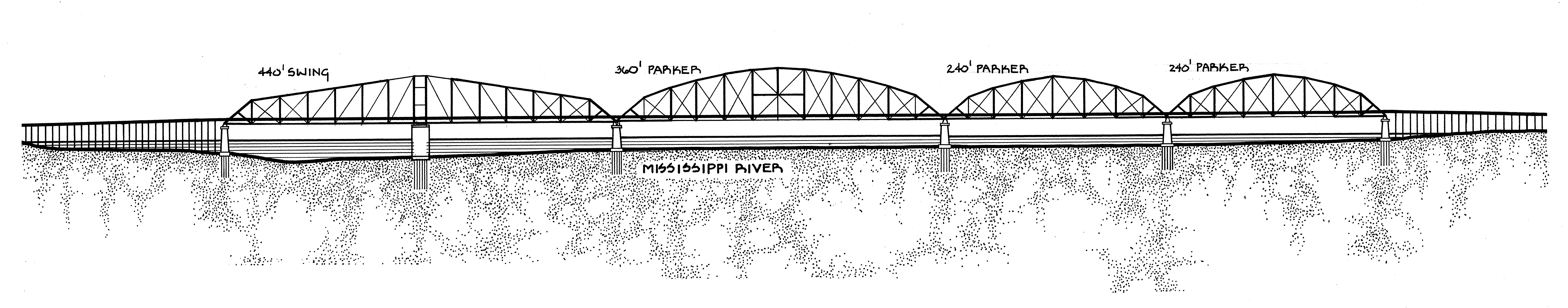
Plan der Winona Rail Bridge aus dem HAER NE-2 von 1986, Längenangaben in Fuß (′) und Zoll (″).

Die Fachwerkträger waren aus Ständerfachwerken mit gekreuzten Querverstrebungen aufgebaut, die einen gebogenen Obergurt besaßen und das Gleis auf dem Untergurt führten. Es handelte sich dabei um eine abgewandelte Pratt-Bauweise (engl. pratt truss), benannt nach dem Ingenieur Thomas Willis Pratt (1812–1875) und seinem Vater Caleb Pratt. Die vier Brückenpfeiler der ruhenden Träger besaßen eine Länge in Stromrichtung von 6,7 m, bei einer Breite von 2,4 m und waren flussaufwärts angeschrägt, wo sie als Eisbrecher für den im Winter auftretenden Eisgang fungierten. Sie waren mittels Pfahlgründung verankert, wozu man je Pfeiler 65 Holzpfähle über 20 m tief ins Flussbett einschlug.
Die Drehbrücke bestand aus zwei 64 m langen Kragträgern an einem zentralen Fachwerksturm von 6,1 m Länge und Breite sowie 15,2 m Höhe. Im oberen Bereich waren diese mit nur auf Zug belasteten Augenstäben befestigt, wobei die Untergurte über die gesamte Länge der Drehbrücke durchliefen und unter dem zentralen Turm auf einer 2,2 m hohen Trommel mit einem Durchmesser von 8,6 m montiert waren. Die Trommel mit der 1270-Tonnen-Drehbrücke lagerte wiederum auf einem Rollenkranzlager mit 50 Rollen à 46 cm Durchmesser, das auf einem runden Strompfeiler angebracht war. Der Pfeiler hatte einen Durchmesser von 9,1 m und war mit 100 Pfählen im Flussbett verankert. Zum Schutz vor Schiffskollisionen besaß dieser je einen 67-Meter-Landesteg senkrecht zur Brücke, über dem die geöffnete Drehbrücke ruhte. Der Strompfeiler am Westende der Drehbrücke war ebenfalls durch eine Holzkonstruktion entlang des Ufers geschützt und besaß in etwa die gleichen Abmessungen wie die anderen rechteckigen Brückenpfeiler.